# Corynoptera hypopygialis
Corynoptera hypopygialis är en tvåvingeart som först beskrevs av Franz Lengersdorf 1926.  Corynoptera hypopygialis ingår i släktet Corynoptera och familjen sorgmyggor.
Artens utbredningsområde är Albanien. Arten är reproducerande i Sverige. Inga underarter finns listade i Catalogue of Life.